# Llinda de la casa al carrer Sant Antoni, 45 (Pineda de Mar)
Llinda de la casa al carrer Sant Antoni, 45 és una obra de Pineda de Mar (Maresme) inclosa a l'Inventari del Patrimoni Arquitectònic de Catalunya.

## Descripció
Llinda de la porta d'accés a una casa amb planta i primer pis. La llinda on hi ha gravada la data de 1748 és l'únic element originari de la façana, molt edificada arran la instal·lació d'un bar. La casa es troba en ple carrer de Sant Antoni, eix del creixement que a partir del XVIII i XIX experimentà Pineda.